# 이상의 영정
이상의 영정(李尙毅影幀)은 대한민국 경기도 안산시 상록구에 있는 조선시대 소릉 이상의(李尙毅)의 초상화이다. 2014년 5월 9일 경기도의 유형문화재 제283호로 지정되었다.

## 개요
소릉 이상의(李尙毅)의 초상화로써 임진왜란 때 광해군을 호종(扈從)한 공으로 1613년(광해군 5) 위성공신(衛聖功臣) 3등 녹훈(錄勳) 당시 그려진 영정초본이다. 17세기 전반에만 특징적으로 사용된 낮은 사모와 짦고 도톰한 운문(雲紋)장식 날개, 적갈색 필선의 간략한 얼굴선묘와 선염법(渲染法) 중심의 음양식(陰陽式) 이중명암법(二重明暗法)이 사용되었다. 현재 단령 속에 입은 중의(中衣)의 옷깃에 칠한 연백(鉛白)이 산화되어 검게 변색된 상태이며, 족자 표장은 20세기 후반에 이루어진 것으로 보인다. 이상의 영정은 17세기 초 영정으로는 유일한 희소성과 역사성이 분명하여 큰 가치가 있으며 현재 유일하게 알려진 위성공신상의 초본이기 때문에 매우 귀중한 작품으로 평가된다.
이상의 영정은 여주이씨(驪州李氏) 문중에서 가전(家傳)되어 오던 것으로, 2011년 11월 12일 후손인 이효성(李曉成)이 안산시에 기증하였다.

## 참고 문헌
- 이상의 영정 - 국가유산청 국가유산포털